# Don’t Cha Stop
Don’t Cha Stop (с англ. — «Не Останавливайся») — песня американской рок-группы The Cars, пятый трек с альбома The Cars.

## Приём
Критик Rolling Stone Кит Рахлис сказал в своём обзоре The Cars, что "песни ощетиниваются и, в их более резких, более угловатых моментах ("Bye Bye Love", "Don't Cha Stop"), кричат". В обзоре The Cars от Billboard "Don't Cha Stop" была названа одной "лучших отрывков" на альбоме".

## Другие появления
После того, как песня была выпущена на альбоме 1978 года The Cars, "Don't Cha Stop" была выпущена в качестве би-сайда к "My Best Friend's Girl" в США и Японии. Этот сингл занял 35-е место в Америке. Однако в Европе вместо этого в качестве Би-сайда была использована песня "Moving in Stereo".
"Don't Cha Stop" позже появилась на сборнике Just What I Needed: The Cars Anthology, как одна из шести песен с альбома The Cars.

## Участники записи
- Рик Окасек — вокал, ритм-гитара
- Бенджамин Орр — бас-гитара, бэк-вокал
- Эллиот Истон — соло-гитара, бэк-вокал
- Дэвид Робинсон — ударные, перкуссия, бэк-вокал
- Грег Хоукс — клавишные, перкуссия, бэк-вокал